# CCP Games
CCP hf of CCP Games (Crowd Control Productions) is een IJslands videogameontwikkelaar en -uitgever.

## Geschiedenis
CCP werd opgericht in juni 1997 door Reynir Harðarson, Thorolfur Beck en Ívar Kristjánsson met als doel het maken van MMORPG's.
Met de bedoeling de initiële ontwikkeling van EVE Online te financieren, ontwikkelde en bracht CCP een bordspel uit genaamd Hættuspil ("Danger Game"). In april 2000 investeerde Kaupthing Bank (nu Arion banki) 2,6 miljoen dollar in CCP via investeerders uit IJsland, waaronder het IJslandse telecombedrijf Siminn. Ongeveer de helft van de oorspronkelijke 21 personeelsleden waren afkomstig uit het IJslandse dotcombedrijf OZ Interactive, de makers van OZ Virtual.

## Producten

### Eve Online
EVE Online is het eerste computerspel van CCP, oorspronkelijk uitgegeven door Simon & Schuster in mei 2003. Ieder jaar werden twee gratis uitbreidingspakketten beschikbaar gesteld. Later verschenen er maandelijks uitbreidingspakketten, die kleiner waren maar minder beslag op de server legden. Hierdoor werd de server stabieler en waren er minder problemen tijdens en na het installeren van de uitbreidingspakketten.

### World of Darkness
In oktober 2006 verklaarde Magnús Bergsson dat EVE Online niet het enige spel van CCP zou zijn. Op 11 november kondigden CCP en White Wolf gezamenlijk aan dat CCP zou werken aan de MMORPG World of Darkness. Begin 2014 werd de ontwikkeling van World of Darkness echter stopgezet.

### Dust 514
Op 18 augustus 2009 kondigde Hilmar Veigar Pétursson aan dat door CCP Shanghai een nieuw spel werd ontwikkeld, genaamd Dust 514, een FPS op de EVE-planeten met RTS- en MMO-elementen. Dust 514 zou exclusief voor de PlayStation 3 worden uitgebracht.
Spelers vechten om de controle over de planeten die zich bevinden in de wereld van EVE Online.
Spelers in EVE Online kunnen vechten in de ruimte met hun ruimteschepen, maar zijn ook in staat DUST 514 in te huren om voor de planeten te vechten. Als de Dust 514-spelers hier succesvol in zijn, zal de EVE Online-speler ertoe in staat zijn bepaalde regio's van planeten te controleren en veranderen.

### EVE Valkyrie
EVE Valkyrie is een spel ontwikkeld door CCP waarbij ruimteschepen elkaar bevechten. De game speelt zich af in het EVE-universum.